# 그들만의 세상
"그들만의 세상"은 1996년 공개된 대한민국의 영화이다.

## 캐스팅
- 이병헌 : 러브 역
- 정선경 : 춘향 역
- 유오성 : 백준 역
- 박근형 : 아버지 역
- 송옥숙 : 엄마 역
- 권용운 : 해파리 역
- 박동춘 : 의사 역
- 정성기 : 지배인 역